# Coracina boyeri
A Coracina boyeri a madarak osztályának verébalakúak (Passeriformes) rendjébe és a tüskésfarúfélék (Campephagidae) családjába tartozó faj.

## Rendszerezése
A fajt George Robert Gray angol zoológus és ornitológus írta le 1846-ban, a Campephaga nembe Campephaga Boyeri néven. Tudományos faji nevét Joseph Emmanuel P. Boyer francia kutató tiszteletére kapta.

## Alfajai
- Coracina boyeri boyeri (G. R. Gray, 1846)
- Coracina boyeri subalaris (Sharpe, 1878)[2]

## Előfordulása
Új-Guinea szigetén, Indonézia és Pápua Új-Guinea területén honos. Természetes élőhelyei a szubtrópusi vagy trópusi mangroveerdők, síkvidéki és hegyi esőerdők, valamint másodlagos erdők. Állandó, nem vonuló faj.

## Megjelenése
Testhossza 22 centiméter, testtömege 61-74 gramm.

## Természetvédelmi helyzete
Az elterjedési területe nagyon nagy, egyedszáma pedig stabil. A Természetvédelmi Világszövetség Vörös listáján nem fenyegetett fajként szerepel.